# Ernst Custodis
Ernst Custodis (* 23. März 1898 in Düsseldorf; † 2. August 1990 ebenda) war ein deutscher Augenarzt und Hochschullehrer.

## Leben und Wirken
Der gebürtige Düsseldorfer studierte ab 1916 in Münster, Göttingen, München, Düsseldorf und Bonn Medizin. 1924 wurde er in Bonn zum Dr. med. promoviert. Bis 1933 war er in Bremen, Aachen, Tübingen und Düsseldorf ärztlich tätig. 1933 wurde er Oberarzt an der Augenklinik der Medizinischen Akademie Düsseldorf, 1939 dort außerplanmäßiger Professor, von 1946 bis zu seiner Emeritierung 1967 Klinikleiter und Lehrstuhlinhaber für Augenheilkunde in Düsseldorf.
Custodis war ein Pionier der Netzhautchirurgie. 1949 war er der Erste, der eine Netzhautablösung erfolgreich mit einer Plombe behandelte.
In Gedenken an Ernst Custodis ehrt die Retinologische Gesellschaft herausragende Retinologen durch die Custodis Lecture.

## Auszeichnungen
- Gullstrand-Medaille der Swedish Society of Medicine[4]
- Großes Bundesverdienstkreuz (1966)
- Ehrenmitgliedschaft der Deutschen Ophthalmologischen Gesellschaft (1971)
- Ehrenmitgliedschaft der Retinologischen Gesellschaft (1988)
- Paracelsus-Medaille der deutschen Ärzteschaft (1986)